# Julian Castro
Julián Castro, född 16 september 1974 i San Antonio i Texas, är en amerikansk demokratisk politiker. Han var borgmästare i San Antonio 2009–2014 och därefter USA:s bostadsminister från 2014 till 2017 under president Barack Obama. 
Castro är tvillingbror till kongressledamoten Joaquin Castro. 
Den 12 januari 2019 lanserade Castro sin presidentkampanj för den demokratiska nomineringen för USA:s presidentval 2020. Den 2 januari 2020 avbröt Castro sin presidentkampanj.

## Biografi
Castro är son till Maria "Rosie" Castro och Jessie Guzman. Han är identisk tvillingbror till nuvarande kongressledamoten Joaquin Castro; Julián är en minut äldre än Joaquin.
Castro avlade sin examen från Stanford University år 1996 med en kandidatexamen i statsvetenskap och kommunikation. Castro studerade vid Harvard Law School år 1997 och avlade en juristexamen år 2000 vid Harvard University. Hans bror tog examen från båda skolorna med honom.

## Privatliv
År 2007 gifte sig Castro med Erica Lira, en grundskolelärare. Paret har två barn tillsammans. Han talar spanska, men det rapporteras att han inte är flytande på spanska.